# Frauen in der Weimarer Republik

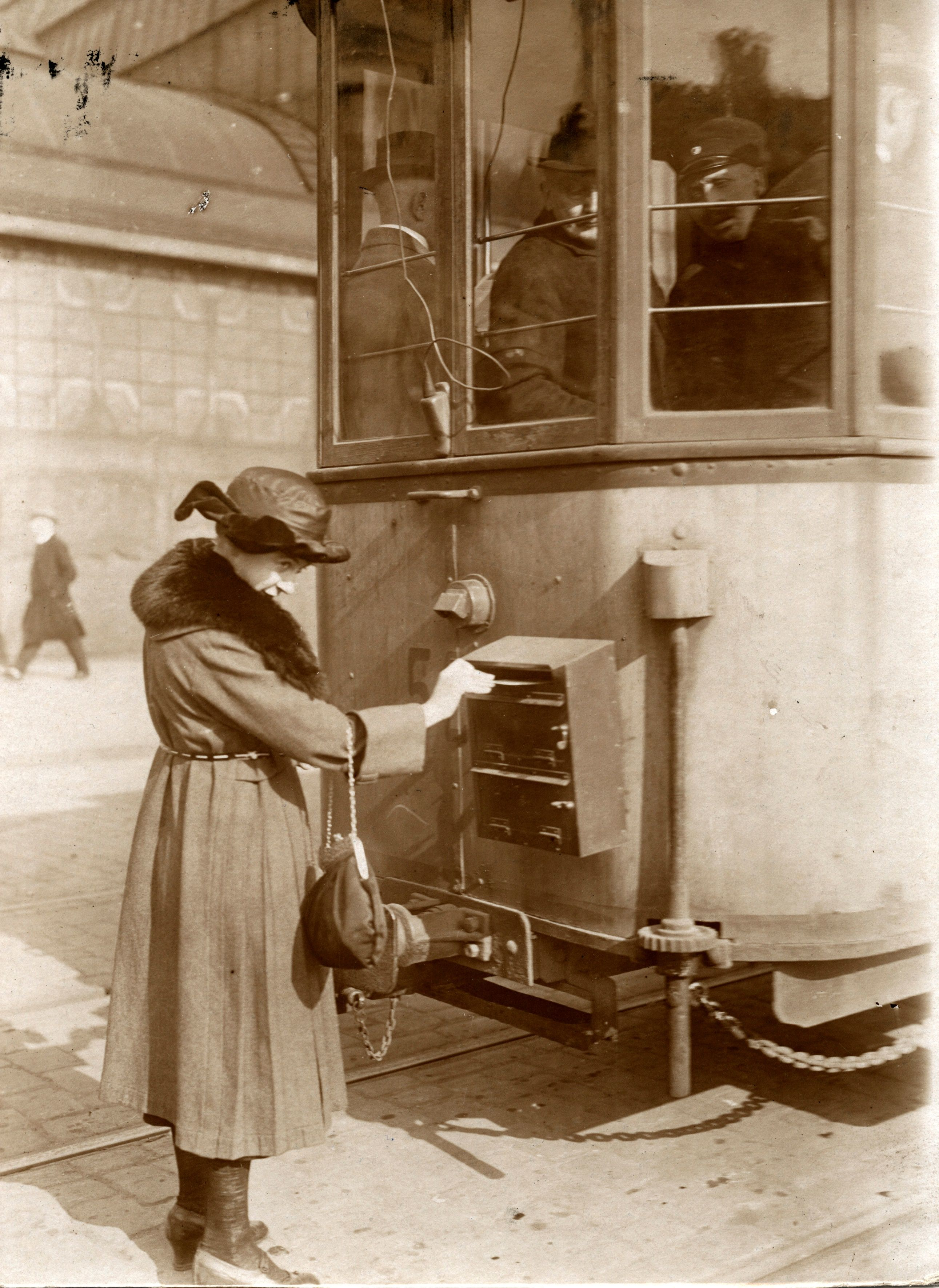
Eine Frau legt einen Brief in einen Rollenden Briefkasten der Poststraßenbahn Hamburg ein, 1920

Frauen in der Weimarer Republik entwickelten einige neue Lebensformen. Sie durften erstmals wählen, waren aber ansonsten den Männern in den meisten Lebensbereichen nicht gleichgestellt.

## Rechtliche Situation
Frauen waren nach der neuen Weimarer Verfassung von 1919 erstmals rechtlich den Männern grundsätzlich gleichgestellt. Dieses hatte in der Realität aber nur wenig Auswirkungen. So durften Frauen weiterhin keine rechtlichen Verträge abschließen, der Ehemann entschied über alle Angelegenheiten der Familie, einschließlich des Sorgerechts über die Kinder, er konnte das Arbeitsverhältnis der Ehefrau ohne deren Zustimmung auflösen usw. Frauen hatten aber seit Ende 1918 das aktive und passive Wahlrecht.

## Berufstätigkeiten
Die meisten Frauen in den ländlichen Gegenden waren in Familienbetrieben in der Landwirtschaft oder in kleineren Unternehmen tätig, einige auch als Tagelöhnerinnen. In den Städten arbeiteten viele unverheiratete Frauen in Fabriken, als Stenotypistinnen in Büros, als Telefonistinnen, in sozialen Einrichtungen, im Dienstleistungsgewerbe (Gastronomie), in anderen Hilfstätigkeiten oder in der Prostitution. Dieses waren meist niedriggestellte Tätigkeiten, die grundsätzlich schlechter entlohnt wurden als bei Männern, auch bei gleichwertiger Tätigkeit. Sie ermöglichten den Frauen aber ein etwas selbstbestimmteres Leben.
Einige Frauen aus bürgerlichen Familien konnten nach einer höheren Ausbildung oder einem Studium als Lehrerinnen, Ärztinnen, Journalistinnen und Wissenschaftlerinnen (vor allem in der Industrie) arbeiten, was so erst seit wenigen Jahren möglich war. Sie waren aber in der Regel nicht in höhergestellten Positionen tätig.
Nach einer Heirat verließen die meisten Frauen ihre Erwerbstätigkeiten und stellten ihre Arbeitskraft der neuen Familie zur Verfügung. In einigen Berufsbereichen wurde ihnen regulär nach dem Gesetz gekündigt.
Mit Beginn der Weltwirtschaftskrise 1929/30 wurden viele Frauen nach steigenden Arbeitslosenzahlen von ihren Arbeitsplätzen verdrängt, um diese Männern zur Verfügung stellen zu können.

## Dieneue Frau

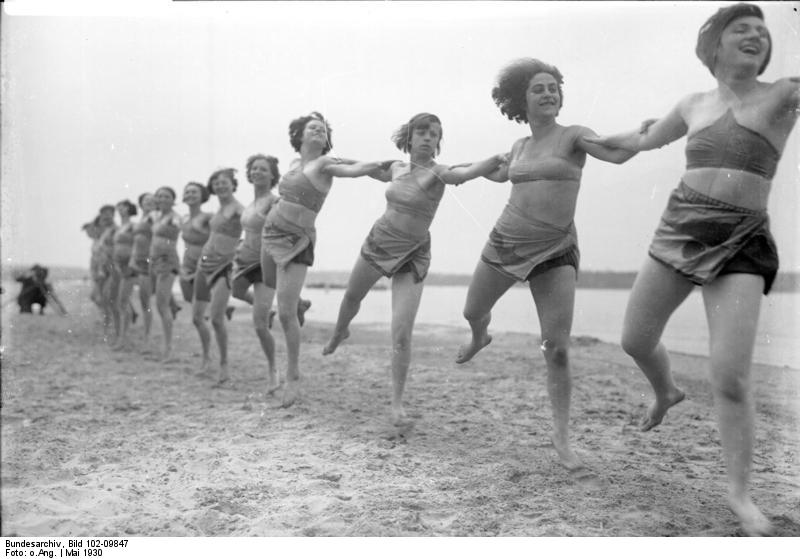
Labantänzerinnen am Wannsee in Berlin

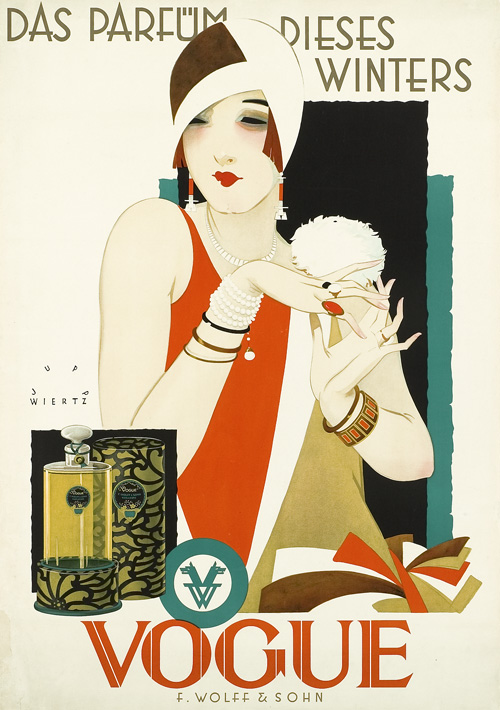
Werbeplakat der Zeitschrift Vogue, 1926/27

In den 1920er Jahren entwickelte sich in Großstädten, vor allem in Berlin, der Typ der neuen Frau. Diese versuchte sich in ihrem Erscheinungsbild und in ihrer Lebensweise von bisherigen traditierten Formen zu unterscheiden. Kennzeichen waren meist eine Kurzhaarfrisur (Bubikopf) und legere Kleidung. Einige neue Frauen rauchten in der Öffentlichkeit, fuhren Auto, trieben Sport, lebten in lesbischen Lebensbeziehungen und probierten weitere neue Formen aus. Diese Lebensweise wurde vor allem von Künstlerinnen, Journalistinnen und weiteren Frauen aus vermögenderen Gesellschaftsschichten gelebt. Sie wurde aber auch von einfacheren weiblichen Angestellten zumindest in Frisur und lockerer Kleidung nachgeahmt.
Die meisten Frauen auf dem Lande lebten weiter überwiegend nach den traditionellen Lebensweisen.
Mit dem Beginn der Weltwirtschaftskrise 1929/30 verschwanden die extravaganten Erscheinungsformen dieser Lebensweise aus der Öffentlichkeit. Längere Kleider und „weiblichere“ Haarschnitte wurden nun modern. Allerdings war das nun dominante konservativere Frauenbild hauptsächlich ein Medienphänomen, das sich in der Selbstdefinition der Bevölkerung kaum niederschlug. Diese Verschiebung fand auch in der Politik statt. Die Vorstellung von hingebungsvoller Mutterschaft wurde beispielsweise nicht nur von den Nationalsozialisten propagiert, sondern auch von liberalen, republikanischen Parteien wie der Deutschen Staatspartei (DStP).

## Frauenorganisationen
Die meisten Frauenorganisationen der Weimarer Republik bestanden bereits seit dem Kaiserreich, einige weitere wurden neu gegründet. Fast alle wurden zwischen 1934 und 1937 aufgelöst oder umgegliedert. (Die Mitgliederzahlen beruhen auf Selbstangaben und waren möglicherweise teilweise etwas zu hoch.)
Dachverbände
- Bund Deutscher Frauenvereine (BDF), wichtigster Frauendachverband im Deutschen Reich
- Reichsverband deutscher Hausfrauenvereine, 1915–1935, wichtigster konservativer Frauendachverband, 1924 280.000 Mitglieder, 1931 130.000 Mitglieder
- Reichsverband landwirtschaftlicher Hausfrauenvereine, 1916–1934, 1929 1766 Vereine, 1934 100.000 Mitglieder
- Ring Nationaler Frauen, 1920–1933, deutschnationaler Dachverband, mit Flottenbund deutscher Frauen (1922 100.000 Mitglieder)
- Vereinigung evangelischer Frauenverbände Deutschlands, 1918–1933, 1933 1.800.000 Mitglieder in 29 Verbänden (dann Evangelisches Frauenwerk)
- Deutsch-Evangelischer Frauenbund, seit 1899; 1918 137 Ortsvereine mit 18.200 Mitgliedern
- Katholischer Deutscher Frauenbund
- Jüdischer Frauenbund

Konservative und deutschnationale Frauenvereine
- Vaterländischer Frauenverein, seit 1866, 1920 770.000 Mitglieder in über 1.500 Ortsvereinen[6]
- Flottenbund deutscher Frauen, seit 1905, Frauenorganisation des Deutschen Flottenbundes; 1918 130.000 Mitglieder; 1922 100.000 Mitglieder
- Frauenbund der Deutschen Kolonialgesellschaft, seit 1907, 1930 24.000
- Deutscher Frauenbund, 1909–1935
- Bund Königin Luise, 1923–1934, 1933 200.000 Mitglieder, Frauenorganisation des Stahlhelm. Bund der Frontsoldaten
- Deutscher Frazenkampfbund gegen die Entartung im Volksleben, 1926–1934, 1928 180.000 Mitglieder, zur Neulandbewegung

Liberale und sozialistische Frauenvereine
- Internationale Frauenliga für Frieden und Freiheit (Women’s International League for Peace and Freedom), seit 1915, deutscher Landesverband, wichtigste internationale pazifistische Frauenorganisation
- Roter Frauen- und Mädchenbund, seit 1925, von der KPD

Weitere Frauenvereine
- Lyceum-Club Berlin, wichtigster deutscher Frauenklub im Deutschen Reich
- Evangelische Frauenhilfe, seit 1899, 1927 600.000 Mitglieder in über 3.500 Ortsverbänden, konfessionelle Frauengemeinschaft
- Deutscher Schriftstellerinnenbund
- Lette-Verein, wichtigster Frauenbildungsverein
- Münchner Schriftstellerinnen-Verein

## Bekannte Frauen
Zu den bekanntesten Frauen in den 1920er Jahren gehörten
- Anita Berber, extravagante Tänzerin
- Valeska Gert, Ausdruckstänzerin
- Claire Waldoff, bekannte Berliner Chansonette und Kabarettistin
- Katharina von Oheimb, Reichstagsabgeordnete, führte den wichtigsten Salon in Berlin
- Gertrud Bäumer, Frauenrechtlerin, erste Ministerialrätin in Deutschland
- Clara Zetkin, wichtigste kommunistische Frauenrechtlerin, 1932 Alterspräsidentin des Reichstages
- Vicki Baum, Bestsellerautorin, deren Roman Stud. chem. Helene Willfüer (1928) zu einem Prototyp für eine erfolgreiche neue Frau wurde

Anfang der 1930er Jahre wurden bekannter
- Marlene Dietrich, Filmschauspielerin
- Irmgard Keun, Erfolgsschriftstellerin